# Rito (personaje)
Rito, Roo en inglés, es un personaje de ficción de la serie de novelas, películas y series "Winnie de Pooh", que representa a una cría de canguro.

## Perfil
Debido a su corta edad, Rito es un animal muy pequeño, el más pequeño de la historia (aparte de los amigos de conejo y de las relaciones, y Alexander Beetle), aunque debe ser muy estrecha en tamaño a Piglet desde Cangu es incapaz de decir la diferencia cuando Piglet salta en su bolsa en vez de Rito. También es al parecer lo suficientemente pequeño como para caer en agujeros del ratón mientras practica saltos, y demasiado pequeño para alcanzar el primer tren del puente de Pooh. Como la mayoría de los personajes de Winnie the Pooh, Rito se basa en uno de los animales de peluche de Christopher Robin. Las ilustraciones muestran a Rito con piel de color café y una cola hacia arriba.

## Adaptación de Disney
Rito también aparece en las versiones de dibujos animados de Disney de las historias de Winnie the Pooh. En las caricaturas, Rito es el más pequeño de los personajes que aparecen regularmente. Él tiene un pelaje de color marrón y lleva una camisa azul claro. A menudo expresa pensamientos y sentimientos que le hacen parecer más sabio que sus años. De hecho, en ocasiones Rito parece aún más sabio que muchos de los demás personajes. Por lo general se les muestra a él y a Tigger como mejores amigos, a menudo pasando tiempo juntos. También se hace buen amigo de un efelante llamado Lumpy, que al principio cree que es abominable, durante la película Pooh's Heffalump Movie.
- Datos: Q249081
- Multimedia: Roo (Winnie the Pooh) / Q249081